# Le Phénix (film, 1905)
Pour les articles homonymes, voir Le Phénix.
Pour plus de détails, voir Fiche technique et Distribution.
Le Phénix ou le coffret de cristal est un film de Georges Méliès sorti en 1905, au début du cinéma muet.

## Synopsis
Dans un jardin, un magicien aidé de deux assistants grossit la taille d’un dé puis le fait tourner, avant de le tripler sur sa hauteur et d’en faire sortir, au milieu de fleurs, une jeune femme qu’il enferme dans un coffre de cristal; il y met le feu. Elle disparaît dans les flammes pour réapparaître comme l'oiseau phénix.